# Kretowiec sadoński
Kretowiec sadoński (Mogera tokudae) – gatunek ssaka z rodziny kretowatych (Talpidae).
Jest gatunkiem endemicznym dla terytorium Japonii – występuje wyłącznie na wyspie Sado.

## Systematyka
Dawniej za podgatunek kretowca sadońskiego uznawany bywał kretowiec polny (Mogera etigo).